# Kerian
Le Kerian (en malais : Sungai Kerian) est une rivière de Malaisie située dans la péninsule Malaise. 